# هوبير ويبر
هوبير ويبر (بالألمانية: Hubert Weber)‏ هو محامي نمساوي، ولد في 1939 في فيينا في النمسا.